# Vörå kyrka
Vörå kyrka är en kyrkobyggnad som tillhör Vörå församling inom Evangelisk-lutherska kyrkan i Finland.
Senast i mitten av 1400-talet bildades Vörå kapell under Mustasaari socken och blev kyrkosocken kring 1490. Det första omnämnandet är från 1494.

## Kyrkobyggnaden

### Tidigare kyrkor
Den första kyrkan förefaller ha uppförts på 1490-talet. Av de byggnadsrester som ingår i den nuvarande kyrkan har man kunnat dra slutsatsen att den var en blockpelarkyrka i österbottnisk stil. Träkyrkan hade en sakristia av sten, troligen uppförd mellan 1515 och 1519, som uppenbarligen var tänkt att bli början till en stenkyrka.

### Nuvarande kyrka
Ursprunget till den nuvarande kyrkobyggnaden är Finlands äldsta träkyrka, uppförd 1626. Till en början hade den två pelarpar och den gamla stensakristian användes också som sakristia för den nya kyrkan. Kyrkan har ett 42 meter högt torn i väster. Kyrkan byggdes om till korskyrka 1777 under ledning av Matts Lillhonga. Då delades kyrkan i två delar och den östra ändan flyttades 12 meter österut och korsarmarna byggdes. Stensakristian revs och resterna blev under den nuvarande kyrkan. En  ny sakristia i sten uppfördes mellan den norra och östra korsarmen. Korsarmarnas tak är valmade och lika höga som det ursprungliga taket. De gamla takstolarna bevarades och nya liknande tillverkades i grövre virke för de nya korsarmarna. PÅ 1890-talet förstorades fönstren.
Klockstapeln byggdes 1702.
I korfönstret finns en glasmålning utförd 1926 av G. Forsström till kyrkans 300-årsjubileum.

## Gudstjänstliv
I kyrkan firas gudstjänst varje söndag och kyrklig helgdag, i regel klockan 10. Ungefär varannan söndag firas högmässa.

## Inventarier
- I kyrkan finns medeltida skulpturer, bland annat ett krucifix från 1300-talet. Altarskåpet visar S:ta Annas liv.[2]
- takmålningarna i koret är utförda av konterfejaren Thomas Kiempe.[2]
- Predikstolen är byggd 1794 av Jakob Rijf från Nykarleby.[2]
- Orgeln har 33 stämmor och är byggd 1966 av Grönlunds Orgelbyggeri.